# Bjurälven
Bjurälven är en älv i Frostvikens socken i Strömsunds kommun i norra Jämtland, som är känd för att den delvis är underjordisk. Den har sin källa i Norge och mynnar i sjön Leipikvattnet som är en del av Ångermanälvens huvudavrinningsområde. Älven rinner under markytan i som mest tre kilometer innan den kommer upp i den så kallade Dolinsjön.
Karstlandskapet runt Bjurälven är naturreservat, vilket i söder angränsar till Korallgrottans naturreservat.  Karst är benämningen på det väldigt speciella landskap som bildas på kalkberg med helt eller delvis underjordiska vattendrag. Älvens vatten har med hjälp av luftens koldioxid löst upp kalkberget så att grottor, underjordiska kanaler och andra säregna bergsformationer bildats. I till exempel den 100 meter långa Grytrännan, en numera torrlagd älvfåra, finns otaliga små jättegrytor. På flera ställen tränger älven ned under markytan i slukhål, för att åter komma upp i dagen i så kallade sifoner. Vid Bjurälven finns över 300 doliner som är stora jordtrattar som bildats när kalkstenen nötts bort av vattnet i underjordiska kanaler. De överliggande sand- och jordlagrena har då kollapsat och förts bort av vattnet därunder. Den största kallas Snödolinen eftersom solen inte når dess botten och det därför alltid finns snö på dess botten. Den är 20 meter djup och har en diameter på 50 meter. Floran är tack vare kalken i marken mycket artrik och dalgången är frodig med bland annat midsommarblomster, smörbollar, vänderot, stjärnbräcka, fjällkattfot, fjällbinka, purpurbräcka och gullbräcka.
Bjurälven når man via vandringsleder som utgår från den välbevarade och avsides belägna fjällgården Leipikgården, som ligger invid en sjön Leipikvattnet. Under 2007 började dykare från Sveriges Speleologiförbund att dyka i Bjurälven för att utforska det vattenfyllda systemet. Dessa dykningar ledde till en årlig expedition som varje år ägt rum sedan dess med undantag för 2012. Efter den senaste expeditionen, 2018, har grottdykarna mätt upp 2 432 meter av sammanhängande grottgångar där större delen är vattenfyllda, vilket gör att detta är Sveriges längsta undervattensgrotta. Man räknar med fortsatta årliga expeditioner.
Namnet bjur är, vid sidan av björ, det jämtska ordet för bäver. I trakten sköts också Sveriges då sista bäver 1871. Senare skedde här år 1922 den första återplanteringen av bäver i Sverige, med bävrar från Norge, under ledning av landsantikvarien Eric Festin.

## Bilder

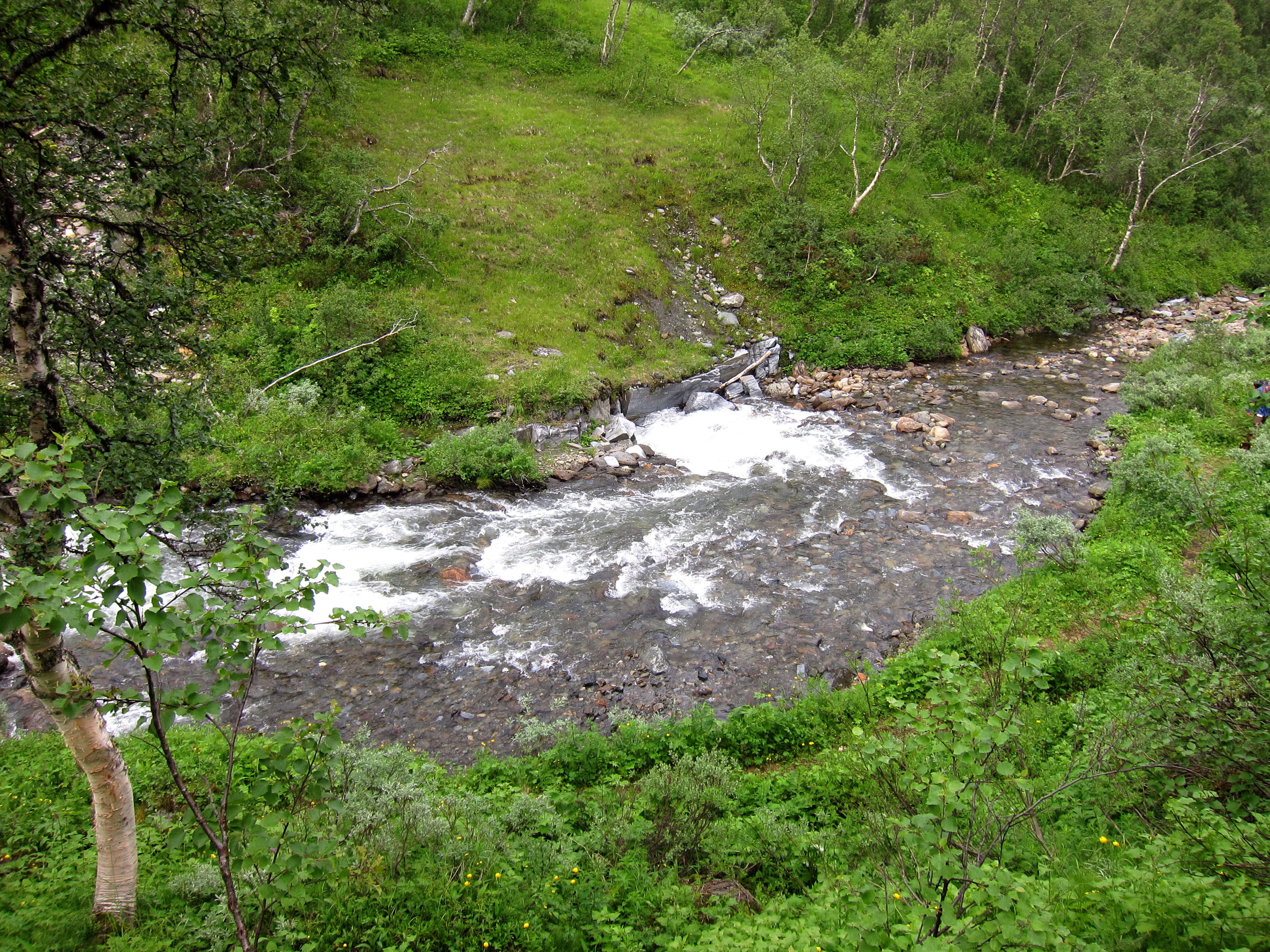
Bjurälvsgrottans ingång. Vattnet försvinner här ner under marken.
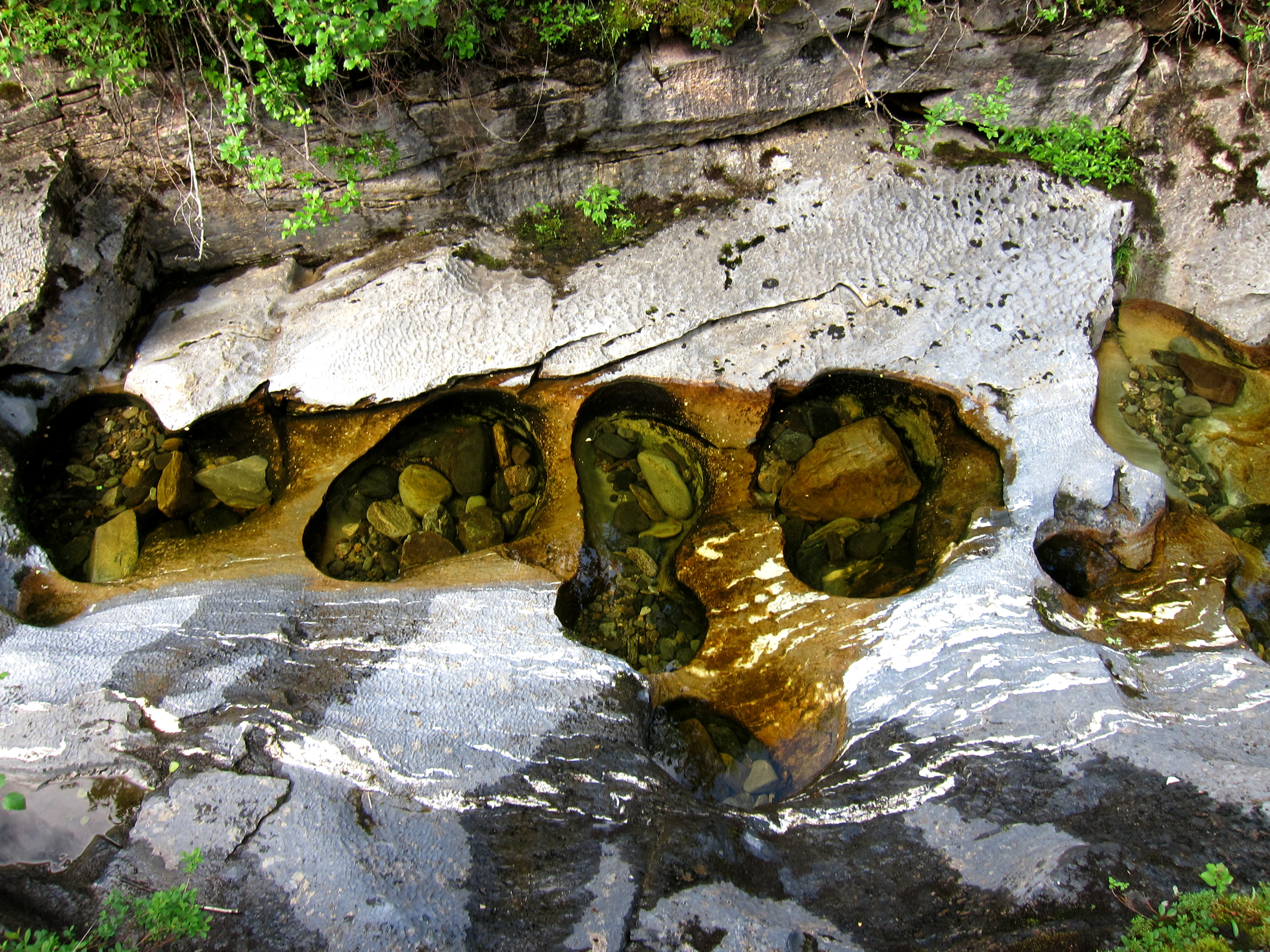
Grytrännan är numera torrlagd. Här syns jättegrytor som bildats i kalkstenen.
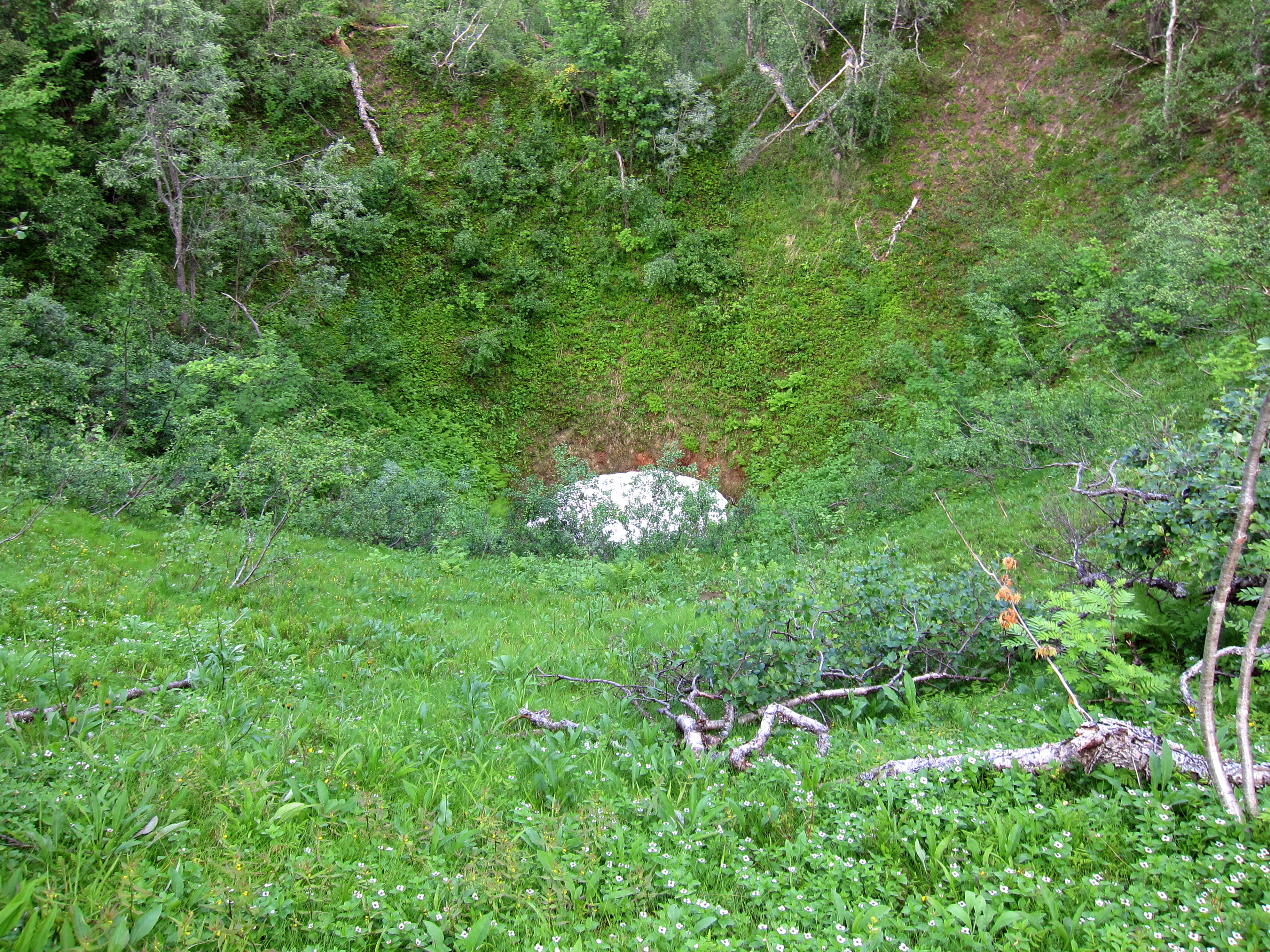
Snödolinen kallas så eftersom snön ofta ligger kvar länge här.